# Ludwig Czibirow
Ludwig Aleksiejewicz Czibirow (ur. 19 listopada 1932) – polityk Osetii Południowej, samozwańczej republiki wchodzącej w skład Gruzji. Przewodniczący parlamentu (pełniący jednocześnie funkcję głowy państwa od 17 września 1993 do 1996. Po wygranych wyborach prezydenckich w listopadzie 1996 roku pełnił nowy urząd prezydenta republiki do 18 grudnia 2001. Bezpartyjny. Po przegranych wyborach w 2001 roku próbował nie dopuścić do objęcia władzy przez zwycięskiego Eduarda Kokojty. Wycofał się z żądań i w ogóle z życia politycznego pod naciskami władz Osetii Północnej.